# André Étienne Justin Pascal Joseph François d'Audebert de Férussac
El barón André Étienne Justin Pascal Joseph François d'Audebert de Férussac (d'Audebert puede encontrarse también registrado como d'Audibert o como d'Audebard) fue un naturalista francés, ( * 30 de diciembre de 1786, Chartron (priorato en el siglo XV), Lauzerte, Tarn y Garona - 21 de enero de 1836, París.

## Juventud
Su padre fue Jean Baptiste Louis d'Audibert de Férussac (1745-1815), quien había publicado innumerables artículos sobre los moluscos. Al ser alistado su padre en la Armada sobre el Rin, el pequeño de Férussac fue conducido a sus parientes maternales, en Arbois. Realizó abundantes colecciones de minerales, fósiles, conchas e insectos. Estudió particularmente Lenguas y Matemática.
A los 18 años leyó ante la Academia de las Ciencias una Mémoire sur de petits crustacés que había observado en Chartron. Remarcado por Georges Cuvier, su trabajo fue publicado en los Annales du Muséum d'histoire naturelle.

## En el ejército
En 1811, se enroló en el ejército de Napoléon Bonaparte y combatió en Jena y en Austerlitz. Fue gravemente herido durante la campaña de España, en el sitio de Zaragoza. Recuperado de sus heridas, devino ayudante de campo del general Daricaud, siguiéndolo a Andalucía. Debió abandonar España por haber recaído de salud, y dejó el servicio militar con el grado de capitán.
Fue nombrado subprefecto de la isla de Oléron en 1812. Publicó en 1813, su Journal de mes campagnes en Espagne, contenant un coup d'œil sur l'Andalousie; une dissertation sur Cadix et son île, la Relation histoire du siège de Saragosse. Debió dejar sus funciones en 1814, con la protección del emperador. Durante los "Cien Días", fue brevemente subprefecto de Compiègne.

## En París
Reemprende su carrera militar y obtiene en 1816 el grado de subjefe, para en 1818 ser Jefe de Estado Mayor de la duodécima división. Fue a París, donde estuvo a cargo de la cátedra de Geografía y de Estadística en la Escuela Militar de Aplicación. Renunció en 1819 para trabajar con el ministro de Guerra. Publicó en 1821 De la géographie et de la statistique considérées dans leurs rapports avec les sciences qui les avoisinent de plus près.
Publicó Tableau systématique des animaux mollusques en 1822; y también prosiguió una publicación comenzada por su padre bajo el título de Histoire naturelle générale et particulière des mollusques terrestres et fluviatiles (4 vols. 1820-1851).
Lanzó en 1823, el Bulletin général et universel des annonces et des nouvelles scientifiques donde sugiere la idea de un sistema de telegrafía mundial para permitir la difusión inmediata del conocimiento. El proyecto duró nueve años y contó con 170 tomos; en nueve secciones: Matemática, Historia natural, Medicina, Agronomía, Tecnología, Geografía, Historia y Ciencia militar. La lista de colaboradores fue extremadamente variable. A pesar de sus esfuerzos, fue un fracaso comercial. Publicó un gran número de artículos en las revistas científicas de su época, notablemente en Annales du Muséum, Annales générales de sciences physiques (1819-1821), Journal de physique, Dictionnaire classique d'histoire naturelle(1822-1831) de Bory de Saint-Vincent, Bulletin des sciences, etc.
En 1828, obtiene del gobernador Martignac la autorización para dar comienzo con los cimientos de un Museo de Etnografía, reuniendo las colecciones venidas de los cuatro puntos del planeta y en contra del proyecto concurrente de Jomard. De Férussac tuvo grandes amigos en los hermanos Champollion. Redirigió las instrucciones de las exploraciones de d’Orbigny y de Dumont d’Urville.
El 25 de agosto de 1845 su hijo Amédée (9 de julio de 1817, París — 29 de noviembre de 1897, Pleurs (Marne) se casó con Alice Thorn en París, cantante de opera, hija del coronel Herman Thorn, un rico estadounidense residente en el Hôtel Matignon. Alice y Amédée tuvieron cuatro hijos.

## Su obra y su legado
Su obra geográfica fue analizada por Anne Godlewska en su artículo "Geography unbound: French geographic science from Cassini to Humboldt" (Chicago, University Press of Chicago, 1999), quien le considera como relativamente clásico, de inspiración esencialmente utilitaria y militar. Su aporte en Paleontología fue muy consecuente, como lo sugiere Goulven Laurent (en Naissance du transformisme, SNES, 2001) en lucha contra el catastrofismo de Louis-Constant Prévost, Bory de Saint-Vincent o de otros partidarios del actualismo.

### Otras publicaciones
- Férussac A.E.J.P.J.F. d'Audebard de 1821-1822. Tableaux systématiques des animaux mollusques classés en familles naturelles, dans lesquels on a établi la concordance de tous les systèmes; suivis d'un prodrome général pour tous les mollusques terrestres ou fluviatiles, vivants ou fossiles. pp. j-xlvij [= 1-47], [1], 1-110, [1]. París, Londres. Bertrand, Sowerby
- Las primeras 28 partes de Histoire naturelle générale et particulière des mollusques terrestres et fluviatiles, de moluscos de tierra y de agua dulce (4 vols. 1819-1832), originalmente iniciado por su padre y luego completado por Gérard Paul Deshayes.
- The introduction and first 11 parts of Histoire naturelle générale et particulière des céphalopodes acétabulifères. París, 1834 - 1835, luego revisado y completado por d'Orbigny

Desde 1822, es editor del Bulletin général et universel des annonces et des nouvelles scientifiques.

## Honores
- Antes de la revolución de 1830, fue elegido diputado de la cámara de Diputados por el Departamento de Tarn y Garona. También participó de la Académie des belles-lettres, sciences et arts de La Rochelle

### Epónimos
- Ferussaciidae Bourguignat, 1883,[1] una familia de caracoles de tierra

- La abreviatura «Férussac» se emplea para indicar a André Étienne Justin Pascal Joseph François d'Audebert de Férussac como autoridad en la descripción y clasificación científica de los vegetales.[2]